# Zenélő kút (építmény)

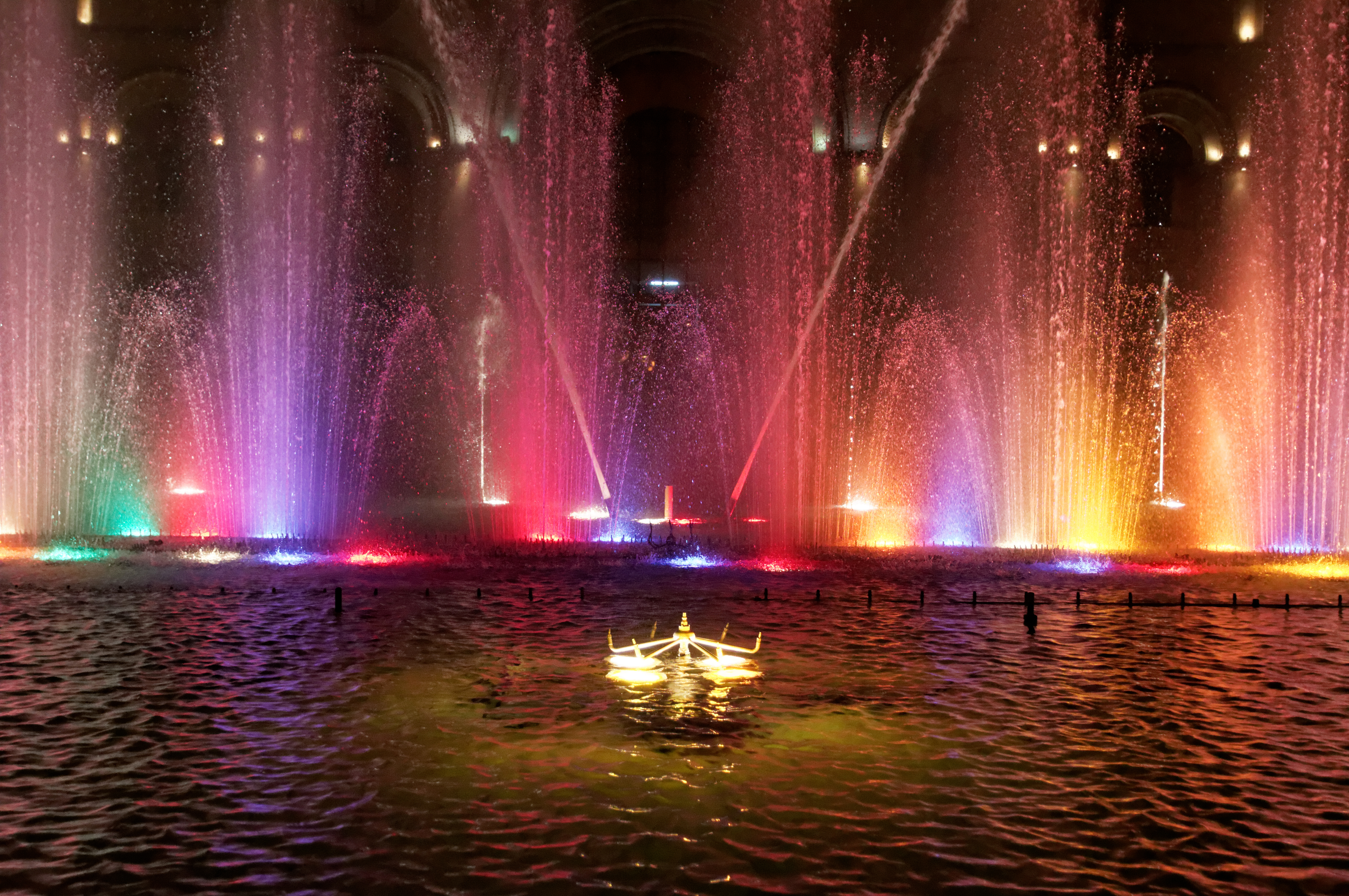
Zenélő kút

A zenélő kút olyan szerkezet, amelynél a víz folyását, csobogását, szökőkút esetén sugaras  kilövellését, a víz mozgásával általában  összehangolt, helyenként fényhatásokkal is kiegészített zene kíséri. Az ötletet a kezdetben ütő, harangozó, majd zenélő órák adták.

## Korai zenélő kutak a világon
- A történelmi Magyarországon az első zenélő kutat Bodor Péter székely ezermester építette Marosvásárhelyen (lásd: Bodor-kút), egyes források szerint 1816-ban, mások szerint 1820–22 között. A víz hajtotta szerkezet hat óránként játszott dallamokat. 1911-ben lebontották, másolatát 1935−1936 között állították fel Budapesten.
- F.W. Darlington zenélő kútja (The Prismatic Electric Fountain) 1908-ban épült a Colorado állambeli Denverben, a City Park Lake területén. A kút szivattyúja villanyárammal működött, 11 megvilágított vízoszlopot lövellt a magasba. A vezérlést egy toronyban ülő gépész végezte, aki vezérlőkarok segítségével biztosította, hogy a vízoszlop mozgása és megvilágítása a denveri városi fúvószenekar által játszott zenével összhangban legyen.

## További zenélő kutakMagyarországon
- Budapest, Margit-sziget
- Vasvár (a helyiek Királyok kútja néven ismerik),
- Tinód,
- Debrecenben van Európa legnagyobb kerámia zenélő szökőkútja, amelynek vízképei és fényei a zenével összhangban váltakoznak,
- Kaposváron, a felújított főtéren létesült szökőkútrendszer 3 különálló részből áll. 2004 nyara óta zenélő szökőkútként működik, ahol az 1 óra hosszú műsor péntek esténként tekinthető meg. A szökőkút koreográfiáját, akárcsak a Margit-szigeti új (nem Bodor-féle), és a debreceni zenélő szökőkút esetében, a Technoconsult Kft. szakemberei készítették,
- Kazincbarcika főterén 2019. szeptember végétől üzemel esténként, illeszkedve a város KolorCity koncepciójához. [1]

## Modern zenélő kutak a világon
- Lahti (Finnország)
- Marienbad Archiválva 2007. szeptember 30-i dátummal a Wayback Machine-ben (Csehország)
- Seattle  Archiválva 2007. szeptember 27-i dátummal a Wayback Machine-ben (USA)
- Portland (USA)